# 関西テレビハッズ
株式会社関西テレビハッズ（かんさいテレビハッズ、英: Kansai TV Hazz Corporaion）は、関西テレビ放送の関連会社で、通信販売業務やテレビショッピング番組の制作を行っている企業。

## 概要
2001年1月1日、『株式会社関西テレビアデント』（イベント企画会社）と『株式会社オクト』（通信販売業）の関西テレビ放送グループ2社が合併して発足。関西テレビの通販番組の企画・制作・販売を手掛ける他、京阪神の百貨店などに番組で紹介した商品を展示・販売する『アンテナショップ』を出店している。日本通信販売協会（JADMA）正会員。
通信販売業務の他、各種催しの企画・運営やディスプレイ（展示）の企画・制作も手掛ける。
競走馬の投資ファンド キャロットクラブ（馬主名義はキャロットファーム）の主要株主でもある。

## 制作番組
現在
- 真夜中市場〜ハイヒールの眠れない夜〜（テレビ新広島にもネット）
- 買物生活ほんでなんぼ?

過去
- アップ&UP!→あっぷ&UP!※制作協力
- 昼ショップ 買物検討使
- 買物探偵社 シナモン
- 通販美人 Trend Collection
- ノッテ・フェリーチェ〜楽しい夜のショッピング〜
- 夜明けのテレショップ
- その他、旧「オクト」時代に、平日10時台のワイドショー、並びに14時台の『産経テレニュース』におけるテレフォンショッピングを提供していた。

## アンテナショップ
- 梅田（阪急三番街）、難波、京都、神戸